# Sinistra Liberale
Sinistra Liberale, erede della tradizione del liberalismo sociale, era un movimento politico costituito nel 1993 per iniziativa di un gruppo di giovani intellettuali e politici liberali progressisti (tra gli altri Gianfranco Passalacqua, Alessandro Pilotti, Carlo Staccioli, Guido Gentile, Emanuela Pistoia).

## La storia
L'Assemblea nazionale del 1º ottobre 2005 segnò il rilancio del movimento, impegnato a ridefinire con i Democratici di Sinistra, ai quali aderì, i contenuti ed i valori dell'area riformista, nella prospettiva del Partito Democratico.
Nel corso del 2006 il gruppo riunitosi attorno al documento-manifesto "Nessuno Escluso" animato da Paolo Colla, già segretario nazionale della Gioventù Liberale Italiana negli anni ottanta, vi confluì.

## L'ideologia
Collocato nella coalizione di centro-sinistra, esso si ispirava al pensiero di Norberto Bobbio e di John Rawls, nonché ai riferimenti culturali di Piero Gobetti, Luigi Einaudi, Benedetto Croce ed il gruppo de Il Mondo.
Fu significativo il rapporto con Valerio Zanone, e con l'Associazione per la Democrazia Liberale, da lui fondata e presieduta.

## Organizzazione
Il gruppo dirigente di Sinistra Liberale era costituito anche da Antonio Saitta, Alessandro Pilotti, Michele Manzelli, Roberta Tescari, Roberta Meneghetti, Maurizio Scarano.
Nel congresso del 19 novembre 2006 fu confermato coordinatore nazionale Gianfranco Passalacqua. Paolo Colla viene eletto Presidente dell'Assemblea Nazionale, ed Antonio Saitta Vicepresidente. Nel Collegio dei Garanti figuravano il politologo Orazio M. Petracca e il tributarista Eugenio Briguglio.